# Джон Бойд Дънлоп
Джон Бойд Дънлоп (на английски: John Boyd Dunlop; 5 февруари 1840 – 23 октомври 1921) е шотландски изобретател, създател на пневматичната гума за велосипеди. През 1888 г. патентова своето изобретение, но по-късно патентното ведомство определя за по-ра̀нен (заявен още през 1846 г.) патента на Робърт Уилям Томсън‎ за пневматична „гума“ (направена от животински черва).
Джон Дънлоп е ветеринарен лекар по професия и има ветеринарна клиника в Даунпатрик. До откриването на пневматичната гума той стига съвсем случайно. Неговият син имал триколесен велосипед с дървени колелета, които трудно се движели по тогавашните калдъръмени пътища. На Дънлоп хрумва гениалната идея да натъпче градински маркуч с парцали и да го прикрепи към дървените колелета на велосипеда. Забелязвайки омекотеното движение, той се заема да усъвършенства идеята, като пълни маркуча с въздух. Така се появява първообразът на пневматичната гума, която той патентова. Идеята скоро има и търговски успех. Велосипедисти, които използвали тези гуми, започнали да печелят всички състезания. Този факт привлича вниманието на финансиста Харви Дю Кро (Harvey Du Cros). Дънлоп се включва с правата си в новия бизнес на Дю Кро срещу известна сума пари и малко дялово участие. Двамата с Дю Кро те преодоляват много трудности, с които се сблъсква тяхното предприятие, в това число и загубата на патентните права на Дънлоп. През 1892 г. той окончателно изоставя ветеринарната си практика и се премества в Дъблин, скоро след като Харви Дю Кро с негова помощ успешно възражда фирмата като Pneumatic Tyre and Booth's Cycle Agency. Пневматичната гума революционизира велосипедната индустрия, която преживява бум, след като Джон Старли (John Kemp Starley) през 1885 г. създава т. нар. „безопасен велосипед“. Дънлоп продава своята част от бизнеса през 1895 г. и повече не проявява интерес към гумите или кучуковия бизнес. Насочва интереса си към местен магазин за тъкани. Умира в дома си в Дъблин през 1921 г.
Дю Кро остава начело на бизнеса до смъртта си. В началото на 20 век фирмата е преименувана на Dunlop Rubber. Въпреки че след 1895 г. Дънлоп не участва в този бизнес, неговата пневматична гума се появява в изключително важен момент от развитието на автомобилния транспорт. Производството на автомобилни гуми започва едва през 1900 г., и Дънлоп не печели нищо от изобретението си.
Образът на Дънлоп е изобразен на банкнота от £10, издадена от Northern Bank в Северна Ирландия.
През 19 век са направени много открития, които проправят пътя на пневматичните гуми:
- През 1839 г. е открита на вулканизацията, което е прието да се приписва на американеца Чарлз Гудиър
- През 1845 г. Робърт Уилям Томсън патентова „гуми“, направени от напомпани с въздух черва на животни
- През 1876 г. е увеличено рязко производството на каучук, включително чрез създаването на каучукови плантации в Югоизточна Азия, от сър Хенри Уикъм
- Едуар Мишлен (1859 – 1940) изобретява през 1889 г. свалящата се пневматична гума.